# ゼリグ・ハリス
ゼリグ・ハリス（英語: Zellig Sabbetai Harris、1909年10月23日 - 1992年5月22日）は、アメリカ合衆国の言語学者。

## 略歴
1909年、ロシア帝国下にあったウクライナ南西のオデッサ州バルタでユダヤ系の家庭に生まれた。4歳の時(1913年)に一家はアメリカのペンシルベニア州フィラデルフィアに移住。13歳の時に本人の希望でパレスティナへ送られ、自活生活をする。
ペンシルベニア大学の東洋学科に入り1930年に学士、1932年に修士、1934年に博士の称号を取得した。1931年にペン（Penn）で教務につき、1946年同大学の言語学科に勤務した。

## 研究内容・業績
- 数理言語学が専門で科学の方法論にも博通する。元はセム語学者で構造主義、談話分析、生成統語論で知られる。

### 弟子
- ノーム・チョムスキー（Noam Chomsky）
- ミハエル・ゴットフリート（Michael Gottfried）
- ジョゼフ・アプリゲート （Joseph Applegate）
- ステファン・ジョンソン （Stephen Johnson）
- モーリス・グロス （Maurice Gross）
- フレッド・ルコフ（Fred Lukoff）
- ジェームズ・ヒギンボサム（James Higginbotham）
- ジェームズ・ムンツ（James Munz）
- ブルース・ネヴィン（Bruce Nevin）
- ナオミ・セージャー（Naomi Sager）
- エドワード・キーナン（Edward Keenan）
- トーマス・リックマン （Thomas Ryckman）
- アラヴィンド・ジョーシ（Aravind Joshi）
- ジャン・ピエール・パイェ （Jean-Pierre Paillet）
- ジョン・R・ロス（John Robert "Háj" Ross）
- モリス・サルコフ （Morris Salkoff）
- ウィリアム・ウォット（William Watt）
- リー・リスカー(Leigh Lisker)
- ポール・マティック（Paul Mattick）
- リラ・グレイトマン (Lila Gleitman)
- リチャード・キットレジ（Richard Kittredge）

## 家族・親族
- 妻：ブルリア・カウフマン(Bruria Kaufman)は理論物理学者。プリンストン大学でアインシュタインの助手を務めた。
- 兄：ツヴィ・ハリス(Tzvi N. Harris)は免疫学研究者。

## 著書
以下の表はごく一部である。詳細は下のサイトを参照。
http://www.dmi.columbia.edu/zellig/ZSHbibliography.html.
- Origin of the Alphabet (M.A. thesis, 1932)
- A Grammar of the Phoenician Language (Ph.D. dissertation, 1936)
- Development of the Canaanite Dialects: An Investigation in Linguistic History (1939)
- Methods in Structural Linguistics (1951)
- String Analysis of Sentence Structure (1962)
- Mathematical Structures of Language (1968)
- Papers in Structural and Transformational Linguistics (1970)
- Notes du Cours de Syntax (1976) (in French)
- Papers on Syntax (1981)
- A Grammar of English on Mathematical Principles (1982)
- Language and Information (1988) (ISBN 0231066627)
- The Form of Information in Science: Analysis of an immunology sublanguage (1989) (ISBN 9027725160)
- A Theory of Language and Information: A Mathematical Approach (1991) (ISBN 0198242247)
- The Transformation of Capitalist Society (1997) (ISBN 0847684121)